# Museo Diocesano de la Catedral de Pamplona
El Museo Diocesano de Pamplona es un museo situado en Pamplona, capital de Navarra .

## Ubicación
Está situado en el Casco Viejo de Pamplona, en el recinto de la Catedral de Pamplona y con vistas a la Plaza de Santa María Real .

## Museo
En este museo, además de exhibir el conjunto edilicio de la catedral, también se exhiben elementos, joyas y piezas de uso común en la religión y los servicios eclesiásticos.

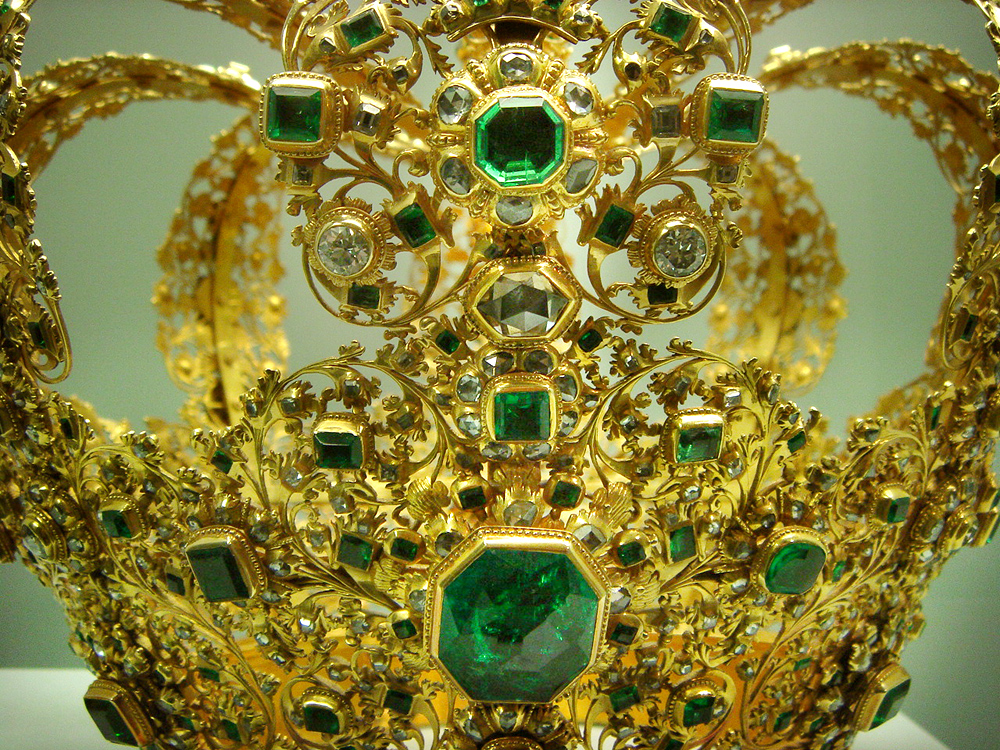
La corona de diamantes de la Virgen María.
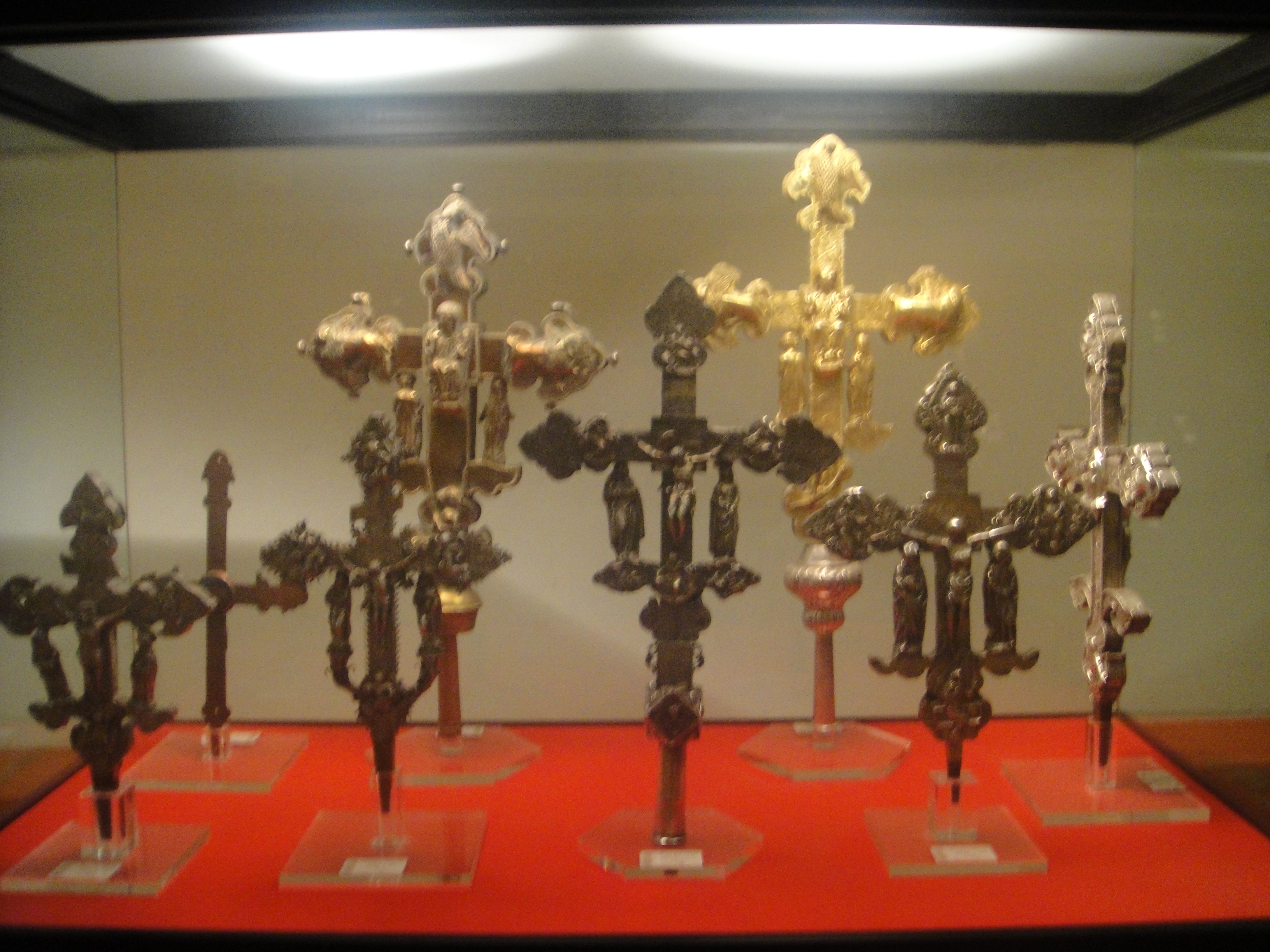
Cruces procesionales.
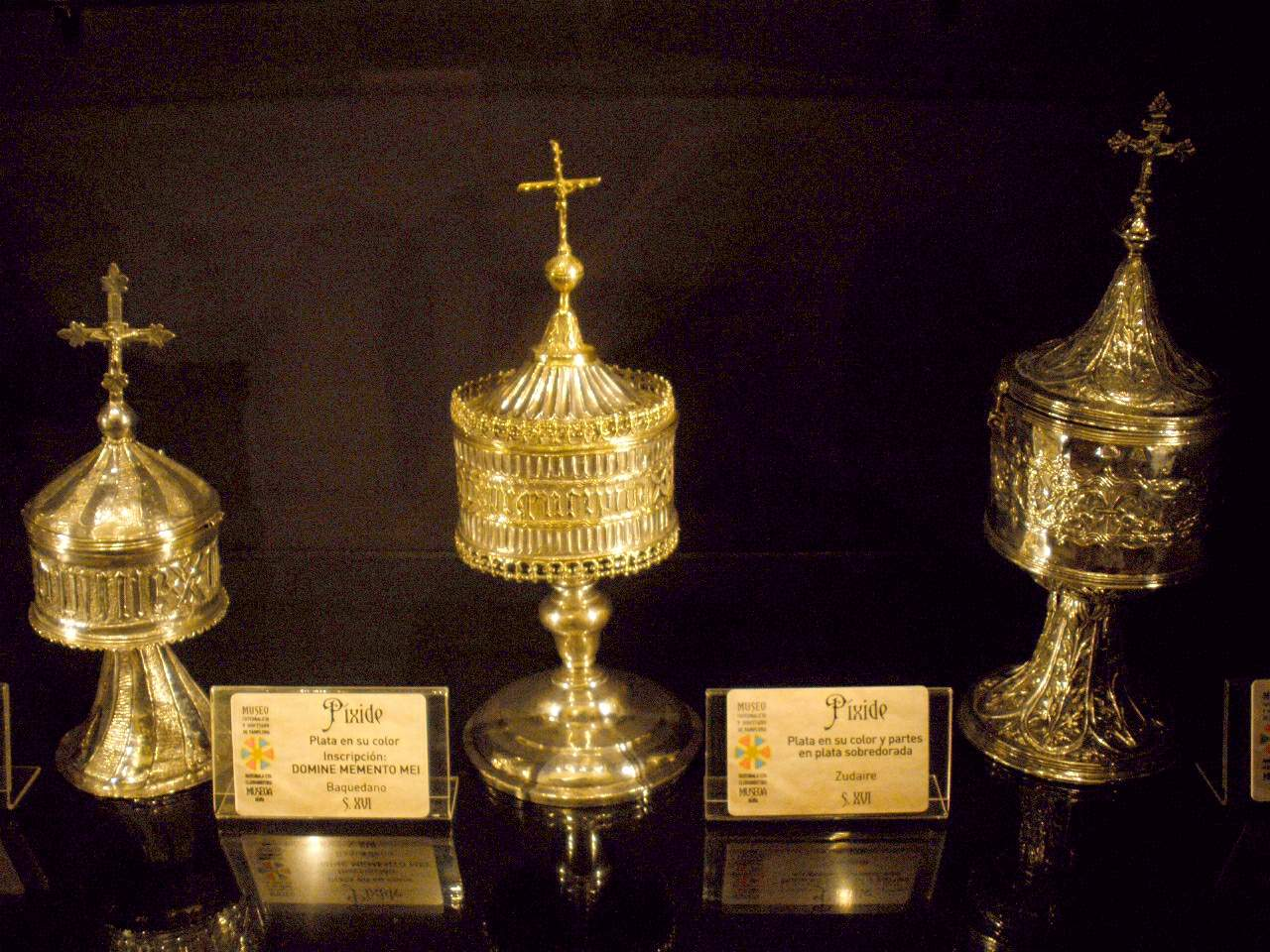
Anteojos.
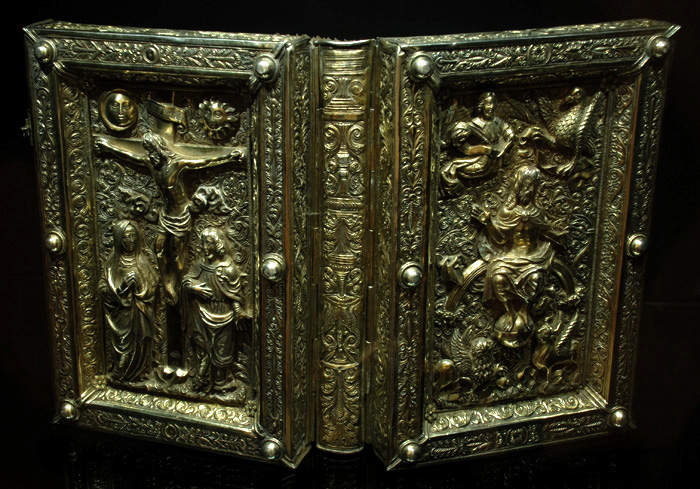
Evangelista.
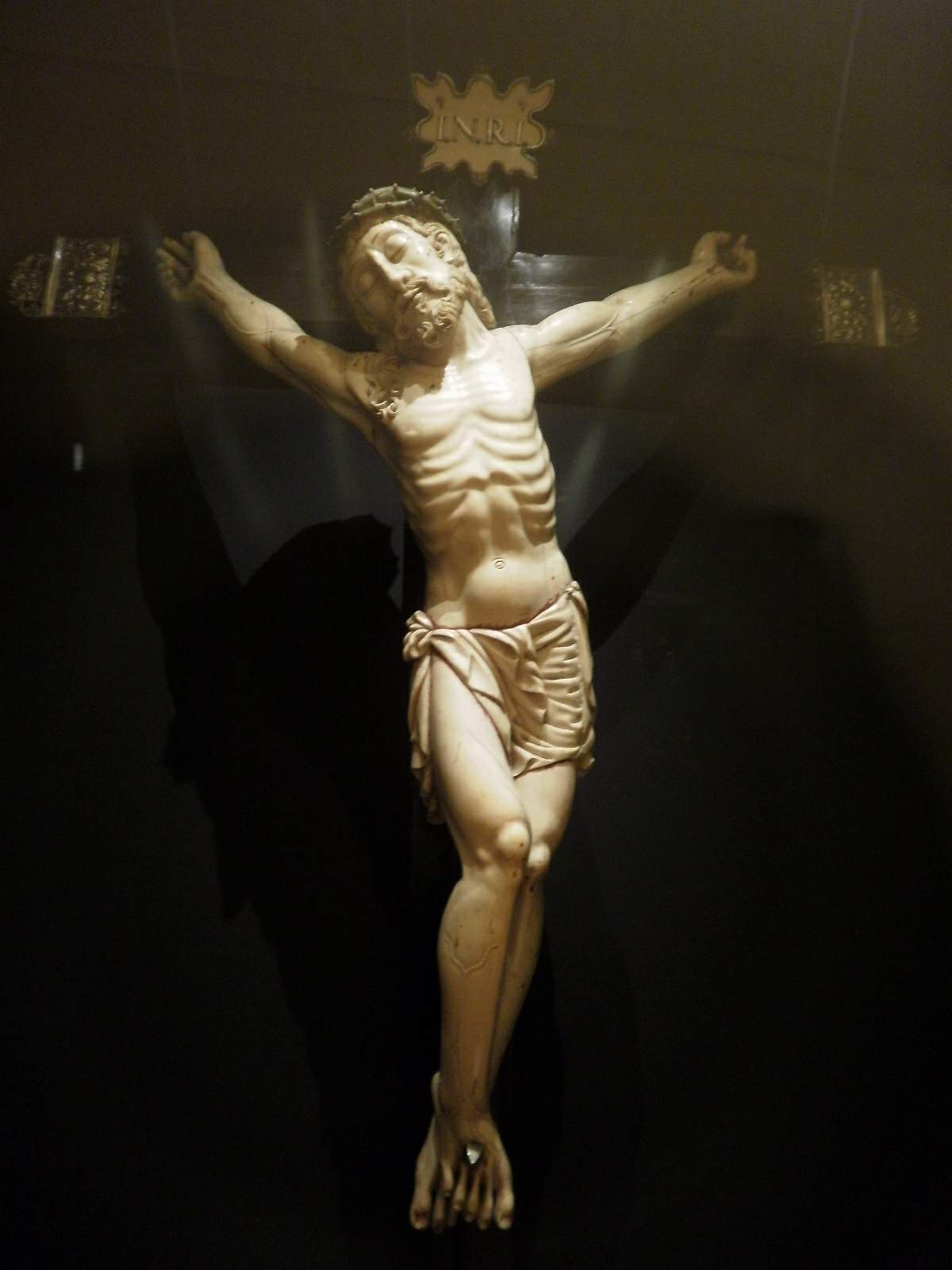
Cristo crucificado.
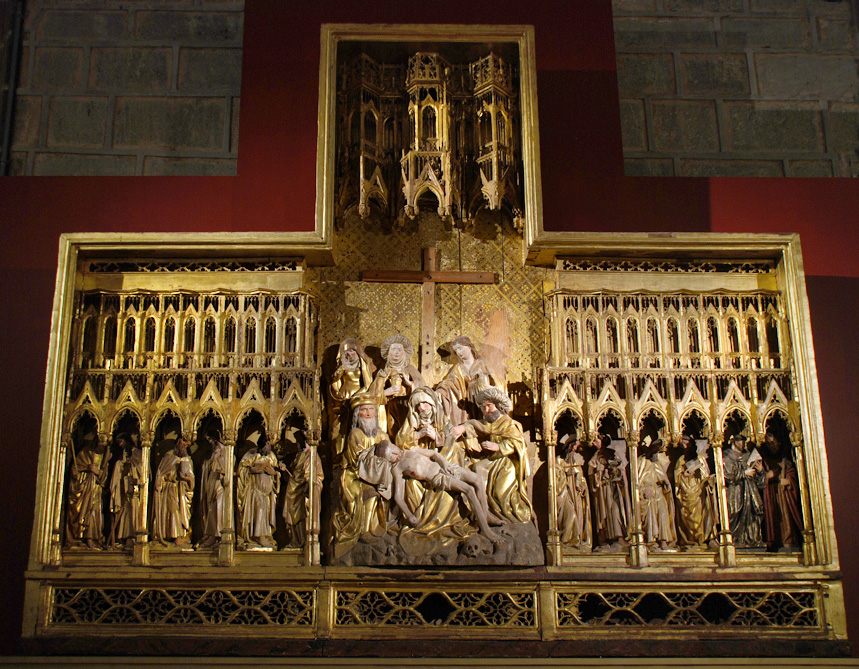
Retablo .
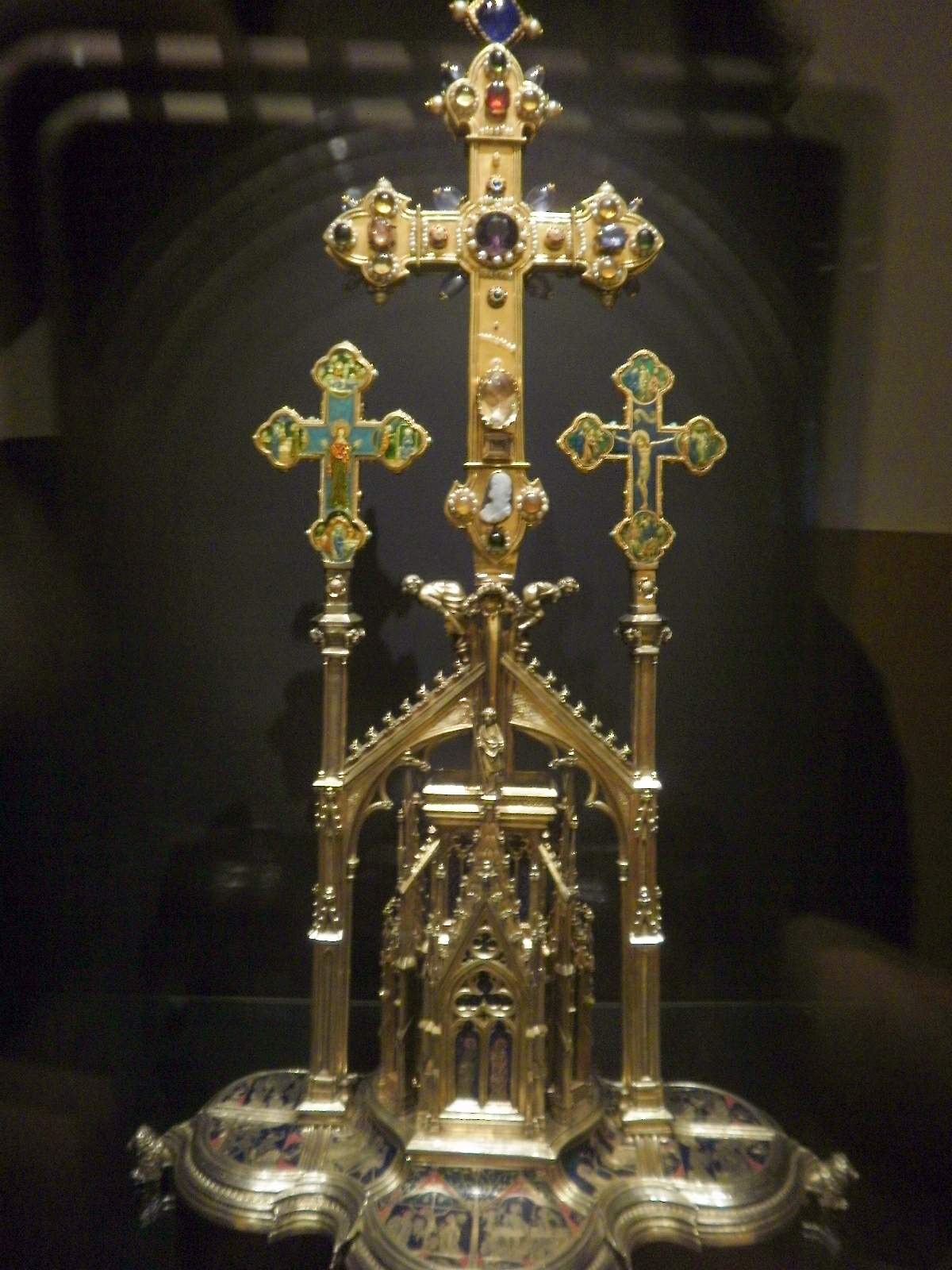
Relicario.